# Escuts i banderes del Vallès Occidental
Els escuts i banderes del Vallès Occidental són el conjunt d'escuts i banderes dels municipis de l'esmentada comarca.
S'hi inclouen els escuts i les banderes oficialitzats per la Conselleria de Governació i Administracions Públiques de la Generalitat de Catalunya des del 1981, que és qui en té la competència.
Pel que fa als escuts comarcals, alguns s'han creat expressament per representar els Consells i, per extensió, són el símbol de tota la comarca.
En altres casos, com en la comarca del Vallès Occidental, no trobem cap símbol que la identifiqui.
No tenen escut ni bandera oficials: Castellbisbal i Ullastrell.

## Escuts oficials

Badia del Vallès Publicat al DOGC el 31 de gener de 1996.
Barberà del Vallès Aprovat el 14 de maig de 1985.
Castellar del Vallès Aprovat el 14 de gener de 1985.
Cerdanyola del Vallès Aprovat el 7 de juliol de 1987.
Gallifa Aprovat el 26 d'octubre de 1987.
Matadepera Publicat al DOGC el 10 de maig de 1991.
Montcada i Reixac Aprovat l'1 de juny de 1983.
Palau-solità i Plegamans Publicat al DOGC el 30 d'octubre de 1997.
Polinyà Aprovat el 2 de març de 1995.
Rellinars Aprovat el 29 de juny del 2001.
Ripollet Aprovat el 26 de març del 2004.
Rubí Publicat al DOGC l'11 d'abril de 1990.
Sabadell Aprovat el 26 de gener de 1993.
Sant Cugat del Vallès Aprovat el 25 d'abril del 2001.
Sant Llorenç Savall Publicat al DOGC el 25 de juliol de 1990.
Sant Quirze del Vallès Aprovat el 13 de juny de 1989.
Santa Perpètua de Mogoda Publicat al DOGC el 25 de maig de 1983.
Sentmenat Aprovat el 13 de juny de 1989.
Terrassa Aprovat el 27 de juliol de 1988.
Vacarisses Aprovat el 28 de setembre de 1984.
EMD de Valldoreix Aprovat el 22 de juliol del 2004.
Viladecavalls Aprovat el 12 de gener de 1984.

## Banderes oficials

Badia del Vallès Publicada al DOGC l'11 de juny de 1998.
Barberà del Vallès Publicada al DOGC el 8 d'agost de 2001.
Castellar del Vallès Publicada al DOGC el 5 de gener del 2015.
Cerdanyola del Vallès Publicada al DOGC el 21 de desembre del 2005.
Gallifa Publicada al DOGC el 27 d'octubre de 1998.
Matadepera Publicada al DOGC el 13 de juliol de 1992.
Montcada i Reixac Publicada al DOGC el 13 de juliol de 1992.
Palau-solità i Plegamans Publicada al DOGC el 13 de juliol de 1992.
Polinyà Publicada al DOGC el 10 de desembre del 2012.
Rellinars Publicada sl DOGC el 6 de maig de 2003.
Ripollet Publicada al DOGC el 22 de juny de 2006.
Rubí Publicada al DOGC el 22 de juny de 2006.
Sabadell
[36]
Santa Perpètua de Mogoda Publicada al DOGC el 29 d'octubre de 1990.
Sentmenat Publicada al DOGC el 19 d'octubre de 1990.
Terrassa Publicada al DOGC el 24 de desembre de 2019.
EMD de Valldoreix Publicada al DOGC el 27 de juny de 2006.